# Ratatouille (videojoc)
Ratatouille és un videojoc basat en la pel·lícula del 2007 del mateix nom de Pixar. Alguns actors de la pel·lícula han donat la veu als personatges del videojoc. Ha sigut llançat per la Wii, Nintendo DS, PlayStation 3, PlayStation 2, PlayStation Portable, Xbox 360, Xbox, Nintendo GameCube, Game Boy Advance, Windows, Mac OS X, i mòbil.